# Alexandru Cuedan
Alexandru Cuedan (26 de setembro de 1911 - 1976) foi um futebolista romeno que competiu na Copa do Mundo FIFA de 1934.